# Codex Mosquensis I
De Codex Mosquensis I (Gregory-Aland no. Kap of 018) is een bijbelmanuscript dat dateert uit de 9e eeuw. Het is geschreven met hoofdletters (uncialen) op perkament.

## Beschrijving
De gehele Codex Mosquensis I bestaat uit 288 bladen (33.8 x 24.2 cm). Geschreven in 2 kolommen van 27 regels per pagina.
De Codex bevat teksten van de Katholieke brieven en Brieven van Paulus met lacunes (Romeinen 10:18—1 Korintiërs 6:13; 1 Korintiërs 8:8-11).
Vroeger bevatte de Codex ook de Handelingen van de Apostelen, maar dit is verloren gegaan.
Aan de voet van de pagina staan scholia (commentaren) die worden toegeschreven aan Johannes Chrysostomus.
Het handschrift representeert de Byzantijnse tekst, Kurt Aland plaatste de codex in Categorie V.
Het handschrift bevindt zich in de Nationaal Historisch Museum (V. 93), in Moskou.